# Liesfeld
Liesfeld ist eine Ortschaft und eine Katastralgemeinde der Gemeinde Kundl mit 677 Einwohnern (Stand 1. Jänner 2024) im Bezirk Kufstein, Tirol (Österreich). Die Ortschaft liegt im Gerichtsbezirk Rattenberg.

## Geografie
Liesfeld liegt im Unterinntal auf einer Geländestufe, die der Inn in den flach abfallenden Schwemmkegel der Wildschönauer Ache gefräst hat.
Außerdem führt es im Norden noch eine gemeinsame Grenze mit Kundl, bis es nach Süden auch an die Wildschönau angrenzt.
Einhang, Mittelfeld, Oberfeld, Thaler Wiese, Stangelau, Söller Wiese, Landthaler Wiese und Kragenjoch gehören zu Liesfeld.